# Barkhad Abdi
Barkhad Abdi (en somalí: Barkhad Abdi, en árabe: برخد عبدي; nacido el 10 de abril de 1985) es un actor somalí-estadounidense.

## Carrera actoral
Hizo su debut en el cine en 2013 en el thriller de acción Captain Phillips, por el que recibió varias nominaciones incluyendo una nominación a los Premios Óscar al Mejor Actor de Reparto. y una a los premios de la Academia Británica de Cine y Televisión (Bafta) en la misma categoría la cual ganó ante actores como Bradley Cooper (“American Hustle”), Matt Damon (“Behind the Candelabra”) y Michael Fassbender (“12 Years a Slave”).
En enero de 2014 apareció en un episodio de la serie Hawaii Five-0 interpretando al ex señor de la guerra Roko Makoni. Ese mismo año estuvo en la película de comedia Trainwreck, aunque su personaje fue eliminado del montaje definitivo.
También apareció en el thriller de 2015 Eye in the Sky interpretando a Jama Farah.
En 2017 participa en la película de suspenso Extortion interpretando al pescador extorsionista haitiano Miguel Kaba, junto a los actores Eion Bailey, Danny Glover y Bethany Joy Lenz. También ese mismo año participó de la película Blade Runner 2049 haciendo el papel de Doc Badger un comerciante dueño de una casa de empeño en Los Ángeles que supuestamente podía conseguir cualquier cosa para sus clientes, incluso animales reales.
En 2022 apareció en la película "El milagro de Tyson" dónde interpretó el papel de un Excorredor que ayuda al protagonista que tiene autismo a ganar su primera carrera.

## Vida personal
Abdi nació en 1985 en Mogadiscio, situada en la región meridional de Somalia, Región de Benadir. Se crio en Yemen. Su padre es profesor y tiene tres hermanos.
En 1999 a la edad de 14 años se trasladó con su familia a Mineápolis. Posteriormente asistió a la Minnesota State University Moorhead, ubicada a cuatro horas al noroeste de Mineápolis. Antes de entrar en la industria del cine, tuvo problemas legales por posesión de drogas, luego trabajó como conductor de limusinas y al momento de entrar a actuar trabajaba con su hermano en una tienda de venta y servicios para móviles.
Abdi no tiene formación actoral curricular previa.

## Filmografía

### Cine
| Año  | Título                                 | Rol                 | Director                 | Notas |
| ---- | -------------------------------------- | ------------------- | ------------------------ | ----- |
| 2013 | Captain Phillips                       | Abduwali Muse       | Paul Greengrass          | [ 4 ] |
| 2015 | Eye in the Sky                         | Jama Farah          | Gavin Hood               |       |
| 2016 | Grimsby                                | Tabansi Nyagura     | Louis Leterrier          |       |
| 2017 | The Pirates of Somalia                 | Abdi                | Bryan Buckley            |       |
| 2017 | Extorsión                              | Miguel Kaba         | Phil Volken              |       |
| 2017 | Good Time                              | Dash                | Joshua Safdi / Ben Safdi |       |
| 2017 | Blade Runner 2049                      | Doc Badger          | Denis Villeneuve         |       |
| 2018 | The Extraordinary Journey of the Fakir |                     | Marjane Satrapi          |       |
| 2022 | El milagro de Tyson                    | Aklilu - Excorredor |                          |       |

### Televisión
| Año  | Título        | Rol             | Notas                                 |
| ---- | ------------- | --------------- | ------------------------------------- |
| 2015 | Hawaii Five-0 | Roko Makoni     | Episodio: "E 'Imi pono"               |
| 2016 | Family Guy    | Abduwali Muse   | Rol de voz; Episodio: "Road to India" |
| 2019 | Castle Rock   | Abdi Howlwadaag | Serie de televisión (10 episodios)    |

## Premios y nominaciones
Premios Óscar
| Año  | Categoría              | Trabajo nominado | Resultado |
| ---- | ---------------------- | ---------------- | --------- |
| 2014 | Mejor actor de reparto | Capitán Phillips | Nominado  |

Globos de Oro
| Año  | Categoría              | Trabajo nominado | Resultado |
| ---- | ---------------------- | ---------------- | --------- |
| 2014 | Mejor actor de reparto | Capitán Phillips | Nominado  |

Premios BAFTA
| Año  | Categoría              | Trabajo nominado | Resultado |
| ---- | ---------------------- | ---------------- | --------- |
| 2014 | Mejor actor de reparto | Capitán Phillips | Ganador   |

Premios del Sindicato de Actores
| Año  | Categoría              | Trabajo nominado | Resultado |
| ---- | ---------------------- | ---------------- | --------- |
| 2014 | Mejor actor de reparto | Capitán Phillips | Nominado  |

Critics' Choice Movie Awards
| Año  | Categoría              | Trabajo nominado | Resultado |
| ---- | ---------------------- | ---------------- | --------- |
| 2014 | Mejor actor de reparto | Capitán Phillips | Nominado  |